# Fuga da Monkey Island
Fuga da Monkey Island (Escape from Monkey Island) è il quarto capitolo della serie di videogiochi di avventura grafica Monkey Island. Prodotto nel 2000, è stato ideato da Michael Stemmle e Sean Clark, già autori di Sam & Max Hit the Road. L'anno successivo al lancio su PC il gioco viene convertito anche per PlayStation 2. È stato distribuito in Italia dalla CTO.

## Trama
Il gioco è suddiviso in 4 capitoli (atti):
1. Cose da fare a Melee Island quando sei morto;
2. L'anno del manato;
3. Fuga da Monkey Island;
4. Guybrush prende a calci dei sederi molto grossi;

L'avvio di Fuga da Monkey Island vede Guybrush ed Elaine che, al ritorno su Mêlée Island da una vivace luna di miele, scoprono di essere stati dati per morti: mentre Elaine si dà da fare per riabilitarsi, Guybrush riesce a distrarre l'incaricato della demolizione di Villa Marley con i salatini dello Scumm Bar e a distruggere la catapulta che avrebbe dovuto radere al suolo la villa. Purtroppo un tipo dall'aria abbastanza snob, tale Charles L. Charles, spiega ai due che ormai la nomina di Governatore è vacante e che la villa verrà demolita comunque con l'arrivo di una nuova catapulta. Elaine invia quindi Guybrush a Lucre Island per parlare con i suoi avvocati e risolvere la questione. Nel viaggio il nostro pirata verrà accompagnato da due suoi vecchi compagni, Otis e Carla, e dal proprietario dello Scumm Bar, Mr. Formaggio. Parlando con i tre biechi burocrati, si scoprirà che il vecchio Horatio Marley ci ha lasciato un'eredità che comprende anche un "insulto supremo". Recatosi alla banca, Guybrush assiste al litigio tra la bancaria e il signorotto del luogo, Ozzie Mandrill, poi entra nel caveau; si ritrova nel bel mezzo di una rapina da parte del famigerato Pietro Nasodilegno, con una maschera di Guybrush al volto, che ruba tutto e fugge. Guybrush viene incolpato del furto dall'ispettore Canard e non può lasciare l'isola. Dandosi da fare per cercare il vero colpevole, il pirata conosce varie persone (tra cui Dave Occhiomorto, il venditore di protesi) che lo conducono ad attraversare la palude e a recuperare il bottino. Facendolo, scopre che Pietro lavorava per Ozzie. Guybrush viene scagionato e torna su Mêlée Island, dove Charles sta dominando le elezioni. 
Parlando con la  Signora del Voodoo Guybrush scopre che l'Insulto Supremo è un artefatto voodoo in grado di annientare la volontà di qualsiasi individuo, e d'accordo con Elaine decide di trovarne i pezzi per evitare che cada in mani sbagliate. La sua ricerca lo porta a Jambalaya Island, dove riesce a recuperare i pezzi dell'artefatto. Ma al suo rientro a Melee Island scopre che Charles L. Charles ha vinto le elezioni ed Elaine si è data alla fuga: cade quindi prigioniero del nuovo governatore (che è in realtà LeChuck sotto mentite spoglie) e di Ozzie Mandrill, i quali si impadroniscono dei pezzi dell'Insulto Supremo e abbandonano Guybrush su Monkey Island.
Su Monkey Island, Guybrush ritrova Herman Toothrot, il naufrago smemorato, e riesce a restituirgli la memoria scoprendo che in realtà egli è Horatio Marley. Scopre anche che la enorme testa di scimmia situata sull'isola è parte di un gigantesco robot a forma di scimmia; riattivato quest'ultimo con l'aiuto di Marley, torna a Melee Island in tempo per impedire a LeChuck e Mandrill di usare l'Insulto Supremo sui pirati dell'isola. Il duello finale, fra il robot, manovrato da Guybrush, ed una gigantesca statua di Charles L. Charles posseduta da LeChuck, vede alla fine il primo uscire vincitore, con il secondo che spiaccica Ozzie, distrugge l'Insulto Supremo ed esplode. Guybrush ed Elaine così si riuniscono, e Marley ridiventa governatore di Mêlée Island perché la coppia riprende la sua avventura nella pirateria.

## Modalità di gioco
Il quarto capitolo della serie ha una nuova veste grafica. Grazie alla nuova versione del motore grafico GrimE, evoluzione di quello utilizzato nel gioco Grim Fandango, i personaggi tridimensionali si muovono su fondali bidimensionali dalle tinte pastello e si abbandona l'uso del mouse in favore della tastiera. È stata adottata la grafica poligonale per i personaggi.
Nell'ultima parte del gioco compare il Monkey Kombat, minigioco picchiaduro combattuto tra scimmie il cui completamento è necessario per finire l'avventura.

## Luoghi

### Melée Island
Questa è la prima isola su cui si giocherà ed è caratterizzata dalla villa del governatore Elaine Marley, il porto, la casa di Doppio Gancio e il centro abitato, caratterizzato dallo Scumm Bar (poi Lua Bar) e dalla Casa Internazionale di Mojo di Voodoo Lady.

### Lucre Island
Questa è la seconda isola su cui si giocherà, caratterizzata da un centro cittadino munito di molti edifici pubblici. All'arrivo viene definita il più grande centro urbano dell'Area delle tre isole. Inoltre nell'isola si ha la villa di Ozzie Mandrill, la palude e durante il giocò sarà poi possibile andare nella zona segreta.

### Jambalaya Island
Il protagonista Guybrush Threepwood giunge sull'isola e sul vicino Atollo Knuttin in cerca dei componenti dell'Insulto Supremo, il terribile amuleto Voodoo che i suoi nemici Charles LeChuck e Ozzie Mandrill stanno cercando.
Parlando coi turisti Guybrush scopre che i tre componenti sono il trofeo della gara di tuffi, la tazza d'argento a forma di testa di scimmia del Planet Threepwood e il cappello della statua di Tiny Lafitte. Dopo molte peripezie Guybrush riesce a recuperare i tre oggetti, ma appena tornato a Melée Island ne viene derubato da Ozzie e LeChuck.

#### Jambalaya Town
Il villaggio dell'isola è ricco di attività gestite dall'affarista di origini australiane Ozzie Mandrill, che la rendono il più grande centro turistico dei Caraibi.
Tali attività sono:
- Il Planet Threepwood: un ristorante a tema sulla versione politicamente corretta di Guybrush Threepwood.
- La Caffetteria Bucanieri: una costosissima caffetteria che vende anche souvenirs.
- La Microgroggheria: un bar che serve tutti i tipi di Grog, a eccezione di quello classico.

Il molo del villaggio possiede una scialuppa pubblica attraccabile anche presso la spiaggia meridionale. Nella piazza della città c'è una statua bronzea del celeberrimo pirata Tiny Lafitte, che Mandrill tratteggia come un Robin Hood dei Caraibi per scopi commerciali.

#### La gara di tuffi
Nella zona occidentale dell'isola ha luogo una competizione di tuffi dal trampolino.
I concorrenti devono riuscire a battere il famoso atleta Marco DePollo, praticamente imbattibile poiché sorretto da tre giudici, uno dei quali corrotto.
Il premio della gara è una statuetta simile al logo della LucasArts.
La competizione permette tuffi componibili con i seguenti quattro movimenti:
- Giro di chiglia: movimento verso l'alto;
- Barile di rum: movimento verso il basso;
- Spadaccino roteante: movimento verso destra;
- Scimmia alfa: movimento verso sinistra.

I concorrenti devono ripetere correttamente il tuffo di DePollo e compierne uno che il campione non riesca a ripetere.

#### La villetta
Sulla spiaggia meridionale di Jambalaya si trova una villetta in multiproprietà diretta dal negoziante Stan, che si è fatto assumere lì quando non è riuscito a trovare impiego presso le compagnie di Ozzie Mandrill.

### Atollo Knuttin
Si trova posizionato vicino all'isola Jambalaya, sulla quale vengono relegati i pirati non ancora civilizzati, i quali sono controllati a vista da una nave capitanata dall'Ammiraglio Casaba.

## Accoglienza
La rivista Play Generation lo classificò come il secondo titolo punta e clicca più stuzzicante tra quelli disponibili su PlayStation 2.